# TVRI
Televisi Republik Indonesia (TVRI ; litt. « Télévision de la république d'Indonésie ») est la station de télévision d'Etat et la plus ancienne chaîne d'Indonésie. Il s'agit de la seule chaîne couvrant tout l'archipel indonésien.

## Histoire

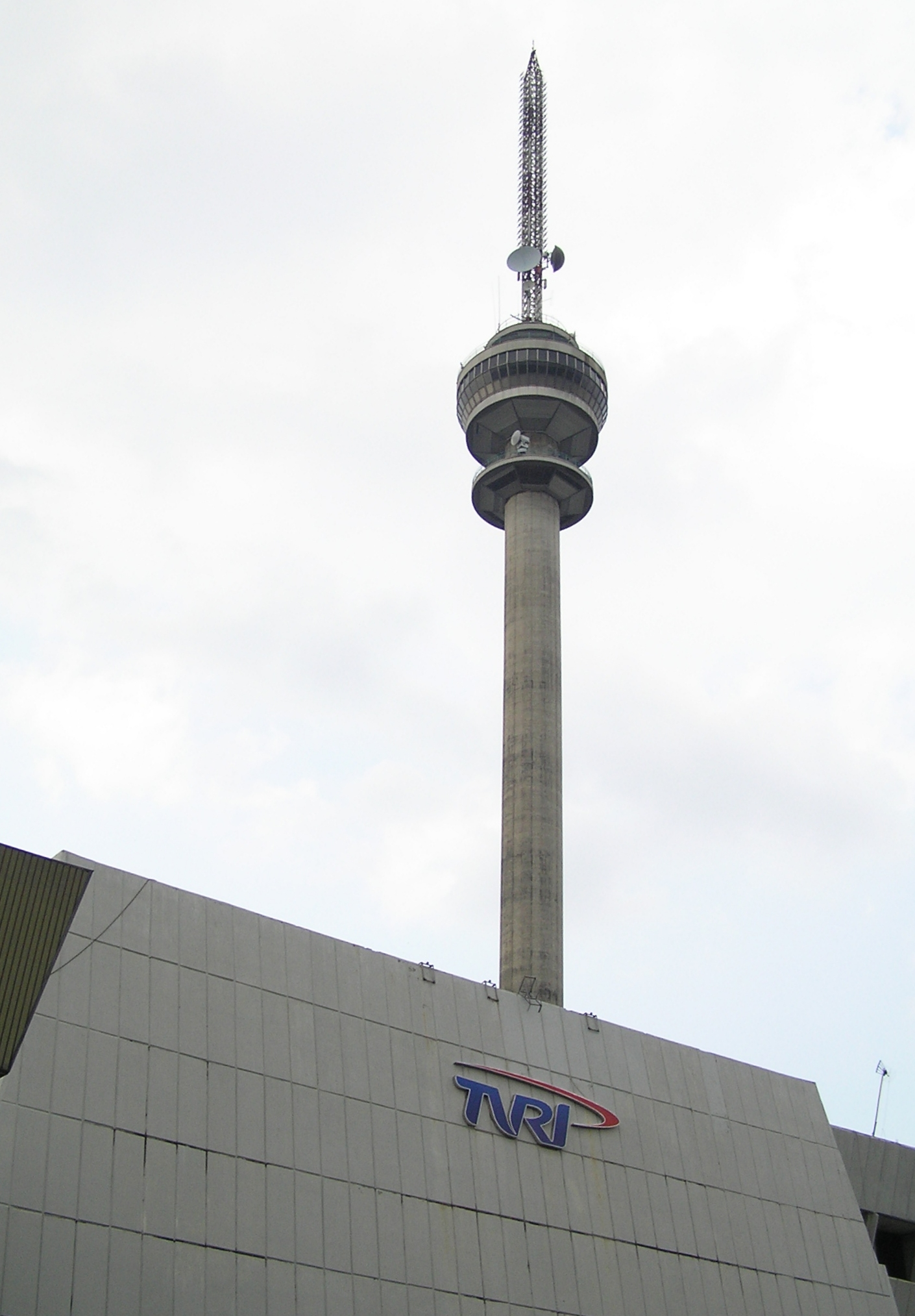
La tour de la TVRI à Jakarta

En 1961, le gouvernement indonésien décide d'inclure la création d'une chaîne de télévision nationale dans les préparatifs des Jeux asiatiques de 1962 à Jakarta. Le comité de préparation  pour la création de la chaîne de télévision est formé la même année et en  octobre, le président Soekarno ordonne la construction d'un studio à Senayan dans le sud de Jakarta et de deux tours de télévision. 
TVRI réalise sa première transmission test le 17 août 1962, à l’occasion de la célébration du Jour de l’indépendance indonésienne au Palais de l'Indépendance. Par la suite, TVRI est retransmise le jour de la cérémonie d’ouverture des Jeux asiatiques de 1962, le 24 août 1962. L'année suivante, la Fondation TVRI est officiellement inaugurée en tant qu’autorité officielle régissant la chaîne. En 1963, différentes stations de télédiffusion sont créées dans les villes de Yogyakarta, Semarang, Medan, Surabaya, Makassar, Manado, Batam, Palembang, Bali et Balikpapan. 
TVRI est intégrée en 1974 au ministère de l’Information avec le statut de direction. Son rôle est alors d'informer le public sur les politiques du gouvernement. 
En 1976, la chaîne commence à être diffusée par satellite sur l'ensemble du territoire indonésien.  Le premier signal de télévision couleur est transmis par satellite en 1979. Les premières émissions d’information en couleur étaient Berita Nasional (Nouvelles nationales) ou encore Dunia Dalam Berita (Le monde dans les actualités).
TVRI à la fin des années 1970 et dans les années 1980 est devenu une composante des médias de masse du département national de l'information. À ce moment-là, elle lance également une deuxième chaîne sur la canal 8 et créé des studios de production de télévision provinciaux.
En 1989, TVRI perd son monopole lorsque le sixième plan quinquennal du gouvernement permet aux stations de télévision privées de commencer à émettre, la première station de télévision commerciale étant RCTI.
Après le début de la période de réforme, TVRI change de statut et est d'abord gérée sous la tutelle du ministère des Finances, avant de devenir une société anonyme sous l'autorité du ministère des entreprises d'État et du ministère des finances.

### Identité visuelle

Logo de TVRI d'avril 2007 à mars 2019
Logo de TVRI depuis mars 2019

### Slogans
- 1962-2001: Menjalin Persatuan dan Kesatuan, « Tisser l'union et l'unité »
- 2001-2003: Makin Dekat di Hati, « De plus en plus proche du cœur »
- 2003-2012: Semangat Baru, « Nouvel esprit »
- 2012-2019: Saluran Pemersatu Bangsa, « La chaîne qui fédère la nation »
- Depuis 2019: Media Pemersatu Bangsa, « Le média qui fédère la nation »